# Listă de mărci din România comunistă
Aceasta este o listă de mărci din România comunistă:
Prăjituri: Cartof, Savarina, Amandina, Petruța, Romanța, Carpați, Negoiu, Excelent.
Încălțăminte: Antilopa, Clujana, Guban, Dâmbovița, Pionierul (pantofi sport făcuți în colaborare cu Adidas)
teniși Drăgășani,
Carmen, Lidoro, Apaca, Adesgo, Tricodava, Apollo, Centrala Industriei de Confecții București, Someșana, Steaua Roșie Sibiu, Otter.
Confecții: Braiconf
Țigări: Carpați, Bucegi, Amiral, Snagov, Bega, Mărășești, Litoral, Select,  Plugarul, Național, Tractor, Pescăruș, Dacia, Cișmigiu 
Băuturi racoritoare: Brifcor, CI-CO (Citrice-Cola),
Quick-Cola, Bem Bem, Borsec, Pepsi-Cola.
Vinuri: Murfatlar, Cotnari, Jidvei
Bere: Gambrinus (bere), Bucegi, Hațegana,, Rahova, Ateneu, Azuga, Ursus, Mamaia, Trei Stejari, Bâlea, Sadu, Tulceana
Ciocolată: ROM, Kandia, Măgura, Cibo Brasov, Vinga, Luminița,  Laura, Carnaval. 
Alte alimente: desert Eugenia, pufuleți (Scornicești era cea mai cunoscută marcă de pufuleți), pufarini, margarina Marga, lactate Napolact, grisine, sticksuri, Salam de Sibiu, Fosfarin (praf budincă din amidon cu zahăr și cacao, se prepara cu lapte), Salam cu Soia (de post)
Cosmetice: Gerovital, Farmec, săpunuri: Cheia, Oana, Pitic, Vis, Mona Lisa, Ka-O-La (unguresc), Doina (crema de corp si demachiant) 
Pastă de dinți: Cristal (fabrica Nivea-Norvea din Brașov)
Automobile: Dacia, Oltcit, ARO, Lăstun, IMS, Trabant (RDG), Wartburg (RDG), Barkas (RDG), Skoda (Cehoslovacia), Lada (URSS), Moskvitch (URSS).
Motorete/Motociclete: Mobra, Carpați, Simson (RDG), JAWA (Cehoslovacia), CZ
Biciclete: Tohan, Ucraina, Pegas
Electrocasnice: mașina de spălat Alba-lux fabricată la Cugir, mașinile de spălat automate, Automatic și Automatic Super (Cugir), televizorul Diamant și Cromatic, Elcrom (URSS), frigidere Fram, Arctic, aspirator Record
Magazine: Romarta, Eva, Lâna de aur, Ruxandra, București, Cocor, Unirea, Ziridava
Servicii: curățătoria Nufărul
Alte mărci: detergent de rufe Dero, Relaxa, Perlan, Dava, Deval.
Produse importate din China: Glucose Multivita, Multiviamin 9 Vita, Cough Gum Drops, stilourile Rainbow Fountain Pen (replici Parker), Crane pencils - creioanele cu gumă, penare, lenjerie din bumbac, prosoape și cămăși, teniși și bascheți, țigările Double Horses, Jinlu, Zhonghua, băutura alcolică Cherry Wine